# Prudencio Cardona
Prudencio Cardona (* 22. Dezember 1951 in San Basilio de Palenque, Kolumbien; † 4. August 2019) war ein kolumbianischer Boxer im Fliegengewicht.

## Profikarriere
Im Jahre 1973 begann er erfolgreich seine Profikarriere. Am 20. März 1982 boxte er gegen Antonio Avelar um die WBC-Weltmeisterschaft und gewann durch klassischen K. o. in Runde 1. Diesen Gürtel verlor er allerdings bereits in seiner ersten Titelverteidigung an Freddy Castillo im Juli desselben Jahres nach Punkten. 
Im Jahre 1992 beendete er seine Karriere.